# Cambodjaanse honingvogel
De Cambodiaanse honingvogel (Dicaeum cambodianum) is een zangvogel uit de familie
Dicaeidae (bastaardhoningvogels).

## Taxonomie
De vogel werd in 1928 door de Franse vogelkundigen Jean Théodore Delacour en Pierre Jabouille geldig als ondersoort van de Sumatraanse honingvogel (D. beccarii) beschreven. Sinds 2024 staat dit taxon als soort op de IOC World Bird List.

## Verspreiding en leefgebied
Deze soort komt voor op in oost Thailand en Cambodja. De leefgebieden liggen in tropisch en subtropisch bos.